# Dinia puniceocincta
Dinia puniceocincta là một loài bướm đêm thuộc phân họ Arctiinae, họ Erebidae.